# Облога Києва печенігами
«Облога Києва печенігами»  — український комікс виданий в Києві 14 лютого 1992 року видавництвом Україна. Комікс розповідає історичну подію про  облогу Києва печенігами в 968 році, про подвиг юнака, що зумів перехитрити ворога та врятувати столицю. Входить в серію "Історія в малюнках" до серії також відноситься комікс Бій богатирів за авторством Сергія Позняка.

## Синопсис
Історія в певному розумінні є священною книгою народів: головною, необхідною; дзеркало їхнього буття і діяльності; скрижаль відвертості і правил; заповіт предків нащадкам; доповнення, витлумачення нинішнього і приклад майбутньому. Сьогодні ми відкриваємо для себе малознані сторінки з життя рідної Вітчизни, згадуємо забуте, аби не росли діти наші без коренів древніх, без витоків духовних у стрімкому вирії сучасності.

## Сюжет
Чудові дніпровські далі відкриваються з високих київських круч, прекрасне сучасне місто розкинулося довкола. Величним був Київ і тисячу років тому за правління князя Святослава. А ще й неприпустимим. Ось як по це йдеться у стародавній літописній легенді ...
968 рік Київський князь Святослав і його дружина збираються у військовий похід до Дунайської Болгарії. Чимало справ було у Ольги у Києві і перевірити вартових, за спорудженням храму доглянути та онуки потребують уваги... Минали тижні. Ніщо не порушувало мирної праці киян, ночі змінювались світанками а дні сутінками. Одного дня печеніги напали на Київ і почалися довгі і важкі дні облоги. Під час боїв Ольга відправила одного воїна щоб він передав звістку Святославу про напад печенігів. Переповнилося княже місто простим людом. Ночували просто неба тут і їсти варили і дітей годували. Аде сили вичерпувалися. Кожного дня приступали печеніги до міста з різних боків, та кияни стійко оборонялися. Все ближче підступав голод.
У Дунайській Болгарії Святослав отримував перемогу за перемогою взяв Доростол і ще 80 міст довгий шлях був у гінця. Дізнавшись звістку Святослав наказав повертатися до Києва. Люди в місті ще більше вмирати з голоду і спраги княгиня Ольга чим могла, допомагала. Та все менше сил у городян. Зголосився юнак з ідею: він піде до воєводи Претича, він знає мову печенігів вдягнеться в їх одяг та пройде облогу міста серед печенігі. Юнаку вдалося обійти печенігів  і достатися до кораблів Претича та попросити допомоги. Військо Претича змогли затримати печенігів до прибуття князя. І прибув Святослав з дружиною своєю до Києва і цілував близьких своїх і журився тим, що сталося од поганців - печенігів. І зібрав  Святослав військо і погнав печенігів і було мирно. Йшли роки, Святослав ходив у походи, повертався з перемогами. Печеніги намагалися помститися князеві і підстерігали його на дніпровських порогах. На весні 972 року у битві загинув великий князь київський, що мужньо боровся з ворогами.